# Mary Brandon
Lady Mary Brandon, Baronessa Monteagle (Inghilterra, 2 giugno 1510 – Inghilterra, 1544) è stata una nobildonna inglese, figlia di Charles Brandon, I duca di Suffolk e della sua seconda moglie Anne Browne.

## Biografia

### Origini
Mary Brandon nacque il 2 giugno 1510, come seconda e ultima figlia di Charles Brandon, futuro Duca di Suffolk, e della sua seconda moglie Anne Browne. Oltre a una sorella maggiore, Anne, avrebbe in seguito avuto quattro fratellastri e due sorellastre minori nate dai seguenti due matrimoni del padre, oltre a un fratellastro e a due sorellastre illegittimi. Per anni, la sua legittimità e quella di sua sorella furono contestate dalla prima moglie di loro padre, Margaret Neville: nel 1507, Charles Brandon, dopo essersi impegnato a sposare Anne Browne secondo il diritto canonico, la abbandonò incinta della loro prima figlia per sposare invece la zia della ragazza, Margaret Neville, vedova Mortifer, allo scopo di mettere le mani sul suo ingente patrimonio. La famiglia di Anne fece quindi causa a Brandon e ottenne l'annullamento del matrimonio. A questo punto, Brandon sposò Anne, con cui ebbe due figlie e che morì nel 1511. Margaret Neville contestò per decenni l'annullamento del suo matrimonio e quindi la legittimità delle figlie di Anne Browne, fino a quando, nel 1528, lo stesso Papa Clemente VII non si espresse contro di lei, dichiarando valido l'annullamento e quindi legittime le due ragazze. 
Nel 1514, Mary e sua sorella furono inviate da loro padre nei Paesi Bassi, alla corte di Margherita d'Asburgo-Savoia. Approfittando della loro assenza, Charles sposò Maria Tudor, sorella del re d'Inghilterra Enrico VIII, suo intimo amico. Sebbene Charles preferisse che le figlie rimanessero all'estero, Maria Tudor insistette perché tornassero a vivere con loro, e prima del 1522 le due tornarono in Inghilterra, nella nuova tenuta di famiglia assegnata al padre, che nel 1514 era stato creato Duca di Suffolk per meriti militari. 
Al funerale di Maria Tudor, nel 1533, Anne e Mary, al momento del calo della bara nella cripta, si fecero largo a forza fino al posto d'onore in prima fila, con grande irritazione dei figli di Maria, che furono spintonati indietro dalle sorellastre. Nello stesso anno, Charles sposò la sua quarta moglie, la quindicenne Katherine Willoughby, del quale era tutore legale e che inizialmente era stata promessa al figlio che aveva avuto da Maria, Henry.

### Matrimonio
Nel 1527 Mary sposò Thomas Stanley, III Barone Monteagle, da cui ebbe sei figli. Stanley venne nominato Cavaliere del Bagno da Enrico VIII il 1º giugno 1533, in occasione dell'incoronazione di Anna Bolena. 
L'ascesa di Mary tuttavia avvenne quando il re sposò la sua terza moglie, Jane Seymour, nel 1536. Mary venne scelta come dama della nuova regina e ne divenne una delle maggiori favorite, tanto da ricevere in dono da lei dei gioielli e persino un ritratto, realizzato dal pittore fiammingo Hans Holbein il Giovane. 
Nel 1538, suo marito si lamentò con Thomas Cromwell di non meglio specificati "comportamenti scorretti" tenuti dalla moglie, ma le accuse non ebbero seguito. 

### Morte
Mary Brandon morì nel 1544, precedendo suo marito, che morì il 18 agosto 1560, di quasi vent'anni. 

## Discendenza
Da suo marito, Mary Brandon ebbe tre figli e tre figlie:
- William Stanley, III Barone Monteagle (1528 – 10 novembre 1581). Sposò in primo luogo Anne Leyburne, da cui ebbe una figlia, Elizabeth Stanley (che sposò Edward Parker, XII Barone Morley e fu madre di William Parker, IV Barone Monteagle); in seguito si risposò con Anne Spencer.
- Francis Stanley. Celibe e senza discendenza.
- Charles Stanley. Celibe e senza discendenza.
- Elizabeth Stanley. Sposò Richard Zouche, senza discendenza.
- Anne Stanley. Sposò Sir John Clifton ed ebbe discendenza.
- Margaret Stanley. Sposò in primo luogo William Sutton e in secondo John Taylard, senza discendenza.